# Unterreichenbach
Unterreichenbach ist eine Gemeinde im Landkreis Calw in Baden-Württemberg. Sie gehört zur Region Nordschwarzwald.

## Geografie

### Geografische Lage
Unterreichenbach liegt im Nagoldtal zwischen Calw und Pforzheim. Das Gemeindegebiet erstreckt sich zwischen 292 und 665 Meter Höhe. Bis zum Bau der Eisenbahnlinie Pforzheim-Calw war die Talenge der Nagold zwischen Unterreichenbach und (Pforzheim-)Dillweißenstein unpassierbar. Der Verkehr musste über die Höhen links und rechts des Tales ausweichen. Diese geographische Grenze war zugleich lange Zeit die Grenze zwischen den früher selbständigen Staaten Baden und Württemberg.

### Gemeindegliederung
Zur Gemeinde Unterreichenbach gehört die Siedlung Dennjächt, sowie die bis 1971 selbstständige Gemeinde Kapfenhardt, zu welcher das Dorf Kapfenhardt und der Ort Obere Mühle gehörten. Der Ortsteil Jagdhütte wurde 1971 als Wohnplatz aufgehoben.

### Schutzgebiete
Unterreichenbach hat Anteil am Landschaftsschutzgebiet Nagoldtal und zu kleinen Teilen am FFH-Gebiet Würm-Nagold-Pforte. Die Gemeinde liegt zudem im Naturpark Schwarzwald Mitte/Nord.

## Geschichte

### Frühe Geschichte
Unterreichenbach wird erstmals 1375 urkundlich erwähnt. Es gehörte früher den Grafen von Calw, kam aber erst 1603 wie Liebenzell durch einen Gebietstausch von Baden zu Württemberg, während der erstmals 1260 erwähnte heutige Ortsteil Kapfenhardt bereits Anfang des 14. Jahrhunderts an die Württemberger fiel. Bedeutend war im Mittelalter die Flößerei.

### 19. und 20. Jahrhundert
Unterreichenbach kam 1807 bei der Umsetzung der neuen Verwaltungsgliederung im Königreich Württemberg zum Oberamt Calw, jedoch schon 1810 wie die umliegenden Gemeinden zum Oberamt Neuenbürg. 1842 wechselten die Gemeinden Dennjächt und Unterreichenbach wieder zum Oberamt Calw zurück, wohingegen Kapfenhardt beim Oberamt Neuenbürg verblieb. Bei der Kreisreform während der NS-Zeit in Württemberg 1938 gelangten alle heutigen Teilorte Unterreichenbachs zum Landkreis Calw. 1945 wurde Unterreichenbach Teil der Französischen Besatzungszone und kam somit zum Nachkriegsland Württemberg-Hohenzollern, welches 1952 im Land Baden-Württemberg aufging.

### Religionen
Erst 1527 erhielt Unterreichenbach eine eigene Pfarrei. 1596 wurde hier die Reformation eingeführt, seither ist der Ort evangelisch geprägt. Die evangelische Kirchengemeinde Unterreichenbach umfasst Unterreichenbach und Dennjächt. Zum 1. Dezember 2013 wurde die evangelische Kirchengemeinde des Teilorts Kapfenhardt vom Pfarramt Engelsbrand (Enzkreis) gelöst und dem Pfarramt Unterreichenbach zuteilt. Damit wurde die politische Gemeindereform auch kirchlich nachvollzogen.

### Eingemeindungen
- 1914: Dennjächt
- 1. Juni 1972: Kapfenhardt[7]

| Kapfenhardt |
| ----------- |

## Politik

### Gemeinderat
In Unterreichenbach wird der Gemeinderat nach dem Verfahren der unechten Teilortswahl gewählt. Dabei kann sich die Zahl der Gemeinderäte durch Überhangmandate verändern. 2024 hat der Gemeinderat in Unterreichenbach 13 Mitglieder, 2019 waren es ebenfalls 13. Er besteht aus den gewählten ehrenamtlichen Gemeinderäten und dem Bürgermeister als Vorsitzendem. Der Bürgermeister ist im Gemeinderat stimmberechtigt.
Die Kommunalwahl am 9. Juni 2024 führte zu folgendem vorläufigen Endergebnis.
| Parteien und Wählergemeinschaften | Parteien und Wählergemeinschaften        | % 2024  | Sitze 2024 | % 2019 | Sitze 2019 | Kommunalwahl 2024 %50403020100 47,3840,2312,38 UBLFWVUGLUGewinne und Verlusteim Vergleich zu 2019 %p 4 2 0 −2 −4+0,39+3,14−3,54UBLFWVUGLU |
| UBL                               | Unabhängige Bürgerliste                  | 47,38   | 6          | 46,99  | 6          | Kommunalwahl 2024 %50403020100 47,3840,2312,38 UBLFWVUGLUGewinne und Verlusteim Vergleich zu 2019 %p 4 2 0 −2 −4+0,39+3,14−3,54UBLFWVUGLU |
| FWV                               | Freie Wählervereinigung                  | 40,23   | 5          | 37,09  | 5          | Kommunalwahl 2024 %50403020100 47,3840,2312,38 UBLFWVUGLUGewinne und Verlusteim Vergleich zu 2019 %p 4 2 0 −2 −4+0,39+3,14−3,54UBLFWVUGLU |
| UGLU                              | Unabhängige Grüne Liste Unterreichenbach | 12,38   | 2          | 15,92  | 2          | Kommunalwahl 2024 %50403020100 47,3840,2312,38 UBLFWVUGLUGewinne und Verlusteim Vergleich zu 2019 %p 4 2 0 −2 −4+0,39+3,14−3,54UBLFWVUGLU |
| gesamt                            | gesamt                                   | 100,0   | 13         | 100,0  | 13         | Kommunalwahl 2024 %50403020100 47,3840,2312,38 UBLFWVUGLUGewinne und Verlusteim Vergleich zu 2019 %p 4 2 0 −2 −4+0,39+3,14−3,54UBLFWVUGLU |
| Wahlbeteiligung                   | Wahlbeteiligung                          | 57,65 % | 57,65 %    | 54,9 % | 54,9 %     | Kommunalwahl 2024 %50403020100 47,3840,2312,38 UBLFWVUGLUGewinne und Verlusteim Vergleich zu 2019 %p 4 2 0 −2 −4+0,39+3,14−3,54UBLFWVUGLU |

### Bürgermeister
Bürgermeister ist dem 1. Januar 2025 Lukas Klingenberg. Er wurde am 13. Oktober 2024 mit 79,4 Prozent der Stimmen gewählt. Zuvor amtierte von 2001 bis 2024 Carsten Lachenauer.

## Wirtschaft und Infrastruktur

### Verkehr

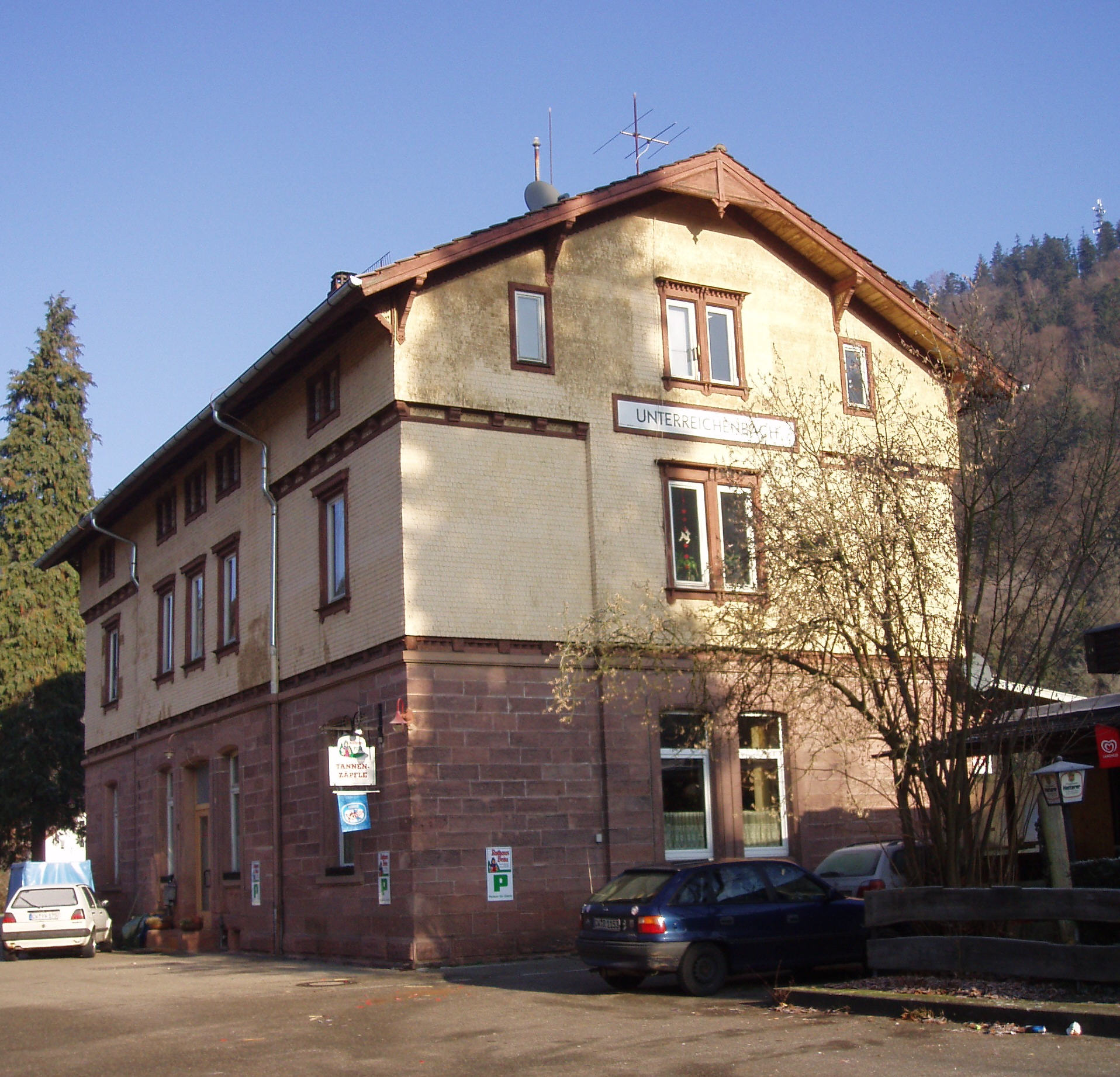
Bahnhof Unterreichenbach

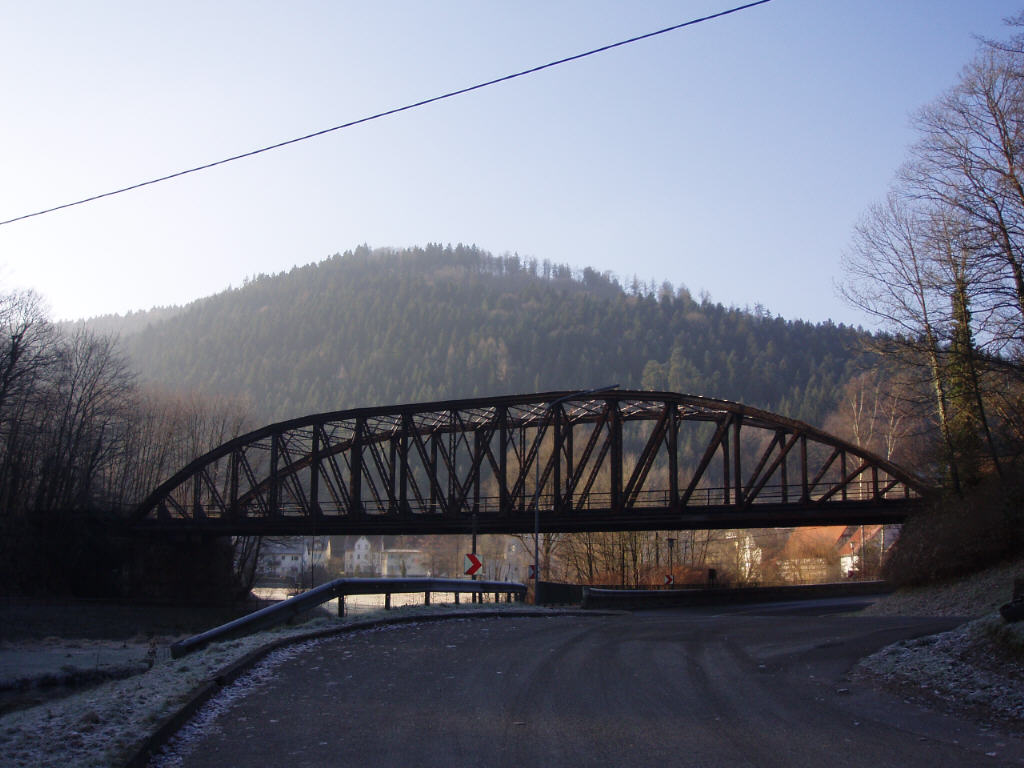
Eisenbahnbrücke Unterreichenbach

Durch den Ort führt die Bundesstraße 463.
Unterreichenbach ist durch die Nagoldtalbahn (Pforzheim – Horb am Neckar) an das überregionale Streckennetz angeschlossen. Die Züge verkehren im 30/60-Minuten-Takt nach Pforzheim bzw. Horb.
Durch eine Alltagsroute aus dem Radnetz Baden-Württemberg ist Unterreichenbach mit Pforzheim und in der anderen Richtung über Bad Liebenzell mit Calw verbunden. Auf derselben Trasse verläuft als Landes-Radfernweg der Heidelberg-Schwarzwald-Bodensee-Radweg durch Unterreichenbach, der insgesamt von Heidelberg nach Radolfzell führt. Die Route verläuft nicht direkt durch den Ort, sondern am anderen Ufer der Nagold.

### Bildung
Unterreichenbach verfügt über eine eigene Grundschule. Die älteren Kinder besuchen Schulen in den umliegenden Orten.

### Sonstiges
Im Ortsteil Kapfenhardt existiert eine Speedmodellauto-Rennstrecke.

## Bauwerke
- Eine Kirche ist in Unterreichenbach erstmals im 15. Jahrhundert erwähnt (St. Wendelinskapelle). Die jetzige Evangelische Kirche wurde 1892/93 vom württembergischen Oberbaurat Karl von Sauter im neugotischen Stil erbaut und zwischenzeitlich mehrfach umgebaut und restauriert (zuletzt 2004/05). Der Stuttgarter Glaskünstler Adolf Valentin Saile schuf 1968 drei Chorfenster mit den Themen Geburt und Taufe Jesu, Christus als Weltenherrscher und Pfingsten.
- Die Evangelische Auferstehungskirche in Kapfenhardt wurde 1961 errichtet.[12] Wolf-Dieter Kohler schuf für den Neubau ein fünfteiliges Buntglasfenster mit dem Thema Einladung zum großen Mahl.
- Die Eisenbahnbrücke Unterreichenbach wurde 1874 nach dem Entwurf von Johann Wilhelm Schwedler erbaut. Mit ca. 60 Meter Stützweite gehört die Brücke über Nagold und Bundesstraße zu den größten Tragwerken in Baden-Württemberg nach dem Konstruktionsprinzip eines Schwedlerträgers.